# Premio Montblanc
Premio Montblanc premio anual a mecenas del arte que otorga la Fundación Montblanc de la Cultura. Desde 1992 se otorga a patrocinadores del arte en todo el mundo, reconociendo a aquellas personas cuyo apoyo y compromiso incansables le dan a las artes nuevas formas de prosperar. A través de sus diversos proyectos filantrópicos.

## Historia
El premio es anual, reconoce las contribuciones de los mecenas del arte moderno en 15 países: Brasil, Colombia, Francia, Alemania, Hong Kong, Corea, Italia, México, Rusia, España, Suiza, Reino Unido y Estados Unidos, entre otros. Dando importancia del patrocinio artístico en las comunidades de todo el mundo y consta de un aporte monetario de 200.000 euros para apoyar los respectivos proyectos de los beneficiarios.
Oganiza y apoya proyectos en todo el mundo a través del mecenazgo de artistas de arte contemporáneo y jóvenes creadores.
Algunos de los galardonados son: 1996, Paloma O'Shea; 2003, María José Álvarez Mezquíriz; 2004, Antoni Vila Casas; 2006, Carmen Balcells;2012, Leopoldo Rodés Castañé; 2019 Aimée Labarrere.